# 1980 dans les chemins de fer
Chronologie des chemins de fer
- 1979 dans les chemins de fer - 1980 - 1981 dans les chemins de fer

## Évènements
- Janvier, États-Unis : Amtrak équipe son train de voyageurs Empire Builder avec du matériel Superliner.
- 6 avril, Royaume-Uni : le métro de Glasgow (Écosse) est rouvert au public après presque trois ans de rénovation totale.
- 9 mai, Suisse : signature à Berne de l'Acte final de la Conférence diplomatique réunie en vue de la mise en vigueur de la Convention relative aux transports internationaux ferroviaires (COTIF). Cette convention est entrée en vigueur le 1er mai 1985.
- 24 mai : manifestation Rocket 150 organisée à Rainhill (Angleterre) à l'occasion des 150 ans de la locomotive des Stephenson
- 1er juin, Suisse : mise en service de la liaison ferroviaire entre la ville et l'Aéroport de Zurich-Klöten.
- 1er août : accident ferroviaire de Buttevant en Irlande[1].
- 14 octobre, États-Unis : adoption du Staggers Rail Act, loi qui institue la dérégulation des chemins de fer.
- 31 octobre, Europe : suppression du train de nuit Night Ferry qui rélie Paris-Nord et Londres-Victoria. Il n'y aura plus des services directes entre la France et le Royaume-Uni jusqu'à la complétion du tunnel sous la Manche et l'introduction de l'Eurostar en 1994.